# Trichopteryx fasciata
Trichopteryx fasciata là một loài bướm đêm trong họ Geometridae.